# Trichocoscinesthes
Trichocoscinesthes is een kevergeslacht uit de familie van de boktorren (Cerambycidae). De wetenschappelijke naam van het geslacht werd voor het eerst geldig gepubliceerd in 1954 door Breuning.

## Soorten
Trichocoscinesthes is monotypisch en omvat slechts de volgende soort:
- Trichocoscinesthes szetschuanica Breuning, 1954